# Суботцівська сільська територіальна громада
Суботцівська сільська територіальна громада — територіальна громада в Україні, у Кропивницькому районі Кіровоградської області. Адміністративний центр — село Суботці.
Площа громади — 571,46 км², населення — 12 206 осіб (2019).
Утворена 12 червня 2020 року шляхом об'єднання Богданівської, Володимирівської, Казарнянської, Мошоринської, Суботцівської та Трепівської сільських рад Знам'янського району.

На півночі громада межує із Дмитрівською та Олександрівською громадами, на сході — Знам'янською та Новопразькою громадами, на півдні — Аджамською громадою, на південному заході — Великосеверинівською громадою.

## Населені пункти
У складі громади 23 села:
- Барвінівка
- Богданівка
- Васине
- Володимирівка
- Глибока Балка
- Долино-Кам'янка
- Зелений Гай
- Казарня
- Копані
- Костянтинівка
- Коханівка
- Кучерівка
- Мілова Балка
- Мошорине
- Нововодяне
- Новополяна
- Новороманівка
- Новотрепівка
- Спасо-Мажарівка
- Суботці
- Топило
- Трепівка
- Шаблине

## Географія
Територія Суботцівської сільської громади знаходиться на межі лісостепової та степової зон в південній частині придніпровської височини та правобережжя Дніпра. Ґрунти громади характеризуються значною різноманітністю, але переважають чорноземи звичайні, опідзолені та темно-сірі опідзолені. Дикорослі злакові та різнотрав’я покривають наші ґрунти.
У лісах і лісосмугах поширені дуб, клен, ясен, робінія, липа. На території громади знаходиться один із відомих природно-ландшафтних заповідників – Чорноліський, площа якого становить 3481 га.
Водна мережа представлена низкою маленьких річок, струмків, ставків тощо. У Чорному лісі знаходиться Берестувате (Чорне) озеро, яке оточене болотом «Чорний ліс», разом з яким є гідрологічною пам'яткою природи України. Навколо с. Саблине є п'ять екологічно чистих ставів.
Громада вважається перспективною на родовища будівельних копалин (граніт, глина, пісок). Неподалік с. Суботці знаходиться гранітне родовище об’ємом 10315,1 тис. м3.

## Історія
Спільну історію громада має лише із 2020. На території у різний час знаходилися різні культури: Чорноліська, Черняхівська, Скіфська та інші, однак досить мало вони залишили по собі. На карті Боплана видно, що місцевість ще не була заселеною в середині 17 ст, північчю громади проходив Чорний шлях.
Нової віхи розвитку місцевості стало утворення військової округи – Нової Сербії у середині 18 ст.  Протягом цього періоду були засновані Суботці (1753 р.), Мошорине (1751-1752 рр.) Володимирівка, Казарня, Зелений Гай, Спасо-Мажарівка (1775 р.), Долино-Кам’янка (1775 р.) та Новороманівка (1773 р.). За національністю Нової Сербії переважали серби, однак надалі етнічний склад утворення, а також наших населених пунктів був дуже різноманітний. 
Наступні десятиліття територія входила в різні адміністративні одиниці
Прокладання залізниці в 1860-их та відкриття залізничних станцій - Чорноліська (Богданівка), Трепівка (Трепівка) та зупинок – Кучерівка (Кучерівка), 317 км (Топило, Глибока Балка), Барвінкове (Барвінівка), Сахарна (Саблине) – є важливим етапом, при якому та пізніше (у першу половину ХХ ст.) були засновані решта сіл.
У міжвоєнний період повністю сформувалася система розселення майбутньої громади. Утворювалися колгоспи, МТС. Найбільшого розвитку села отримали після воєнної розрухи, у цей час відбувалося електрифікування та газифікування, щонайменше, найбільших сільських пунктів на той час. Окрім цього, колгоспи були одними із найпродуктивнішими в регіоні. Також діяв цукровий комбінат у Володимирівці, меблева фабрика в Богданівці, щебеневий завод у Суботцях.
Більшість населених пунктів досягли піку чисельності населення у 1989 р.
Згодом через низку соціально та економічних проблем 1990-их рр. села почали поступово занепадати: закрилась промисловість, зменшилась людність, в останні 5-7 років для молоді стало менше активностей.

## Транспорт
Зовнішній та внутрішній зв’язки здійснюються автомобільним та залізничним транспортом. Через Суботцівську сільську раду проходить дорога міжнародного значення: М30 Стрий - Тернопіль - Кропивницький - Знам 'янка— Луганськ — Ізварине. Залізничне сполучення представлено низькою станцій: Чорноліська, Сахарна та Трепівка, що розташовані в Богданівці, Саблиному та Трепівці відповідно.

## Населення
За статистичними та графічними даними можна скласти систему розселення ТГ, де опорним каркасом виступають Богданівка, Суботці, Трепівка, Мошорине, Володимирівка, у яких проживає більша половина населення громади. Найбільшим сільськими радами за населенням є Богданівська (29%) та Суботцівська (24%). За етнічним складом домінують українці, панівною рідною мовою є українська. Протягом 2001 – 2021 років природній приріст склав -41,1%.
Розподіл віку є наступним : до 18 років – 1608 особи (17 % від загальної кількості), від 18 до 35 років – 2384 ос. (25 %), від 35 до 60 років – 3109 ос. (33 %), від 60 років – 2380 особи (25 %)*. Пенсіонери становлять 34%  від усього населення (табл. 2), найбільше їх проживає у Богданівці (1289 ос.) та Трепівці (964 ос.), там же найбільша кількість людей пільгових категорій (1573 та 1138 відповідно). Частка осіб молодше працездатного віку - 18,48%. Частка осіб працездатного віку - 56,59%. Частка осіб старше працездатного віку - 24,93%.

## Господарство
Сільськогосподарських земель становлять 33596, 3 га, резерву - 1055, 9 га, запасу - 4821 га.
На території ОТГ обробітком землі займаються наступні господарства: 11 товариств із обмеженою відповідальністю, 4 приватних підприємств, 5 фізичних осіб-підприємців, 38 фермерських господарств. В агроформуваннях усіх форм власності знаходиться в користуванні 21237,0731 га (без Мошорине)
Аграрний сектор спеціалізується на вирощуванні зернових та технічних культур: соняшника та олії.
У межах Суботців діє Знам’янський кар’єр, який розробляє гранітне родовище, основною продукцією якого є гранітний щебінь, що використовується для залізничних колій та будівель.

## Соціальна сфера
Соціальна сфера громади представлена досить широко в освітньому напрямку. У складі знаходиться 8 закладів загальної середньої освіти (4 ліцеї, 5 - філій), ), 4 дошкільної освіти, 3 позашкільної освіти, та 1 фізичної культури. Кількість учнів, що навчається в межах громади (у 2020-2021 нр.) становить 2 369 осіб, дошкільнят - 296 осіб. Культурне життя населення здійснюється у 8 будинках культур, у 6 бібліотечних філій та в 3 музеях. Творча діяльність репрезентована вокальними, хореографічним та театральними колективами.
У складі громади знаходиться 8 закладів загальної середньої освіти (4 ліцеї, 5 - філій):
Суботцівський ліцей
Богданівський ліцей імені І.Г. Ткаченка,
Мошоринський ліцей,
Трепівський ліцей;
Богданівська філія «Богданівського ліцею імені Т.Г. Ткаченка
Володимирівська філія «Мошоринського ліцею»
Казарнянська  філія «Трепівського ліцею»
Філія «Топилянський навчально-виховний комплекс»
Філія «Новороманівський НВК «Дошкільний навчальний заклад загальноосвітня школа І-ІІ ступенів» 
Заклади дошкільної освіти (5 закладів):
• ДНЗ «Ромашка» (Казарня)
• ДНЗ «Веселка» (Трепівка)
• ДНЗ «Колобок» (Суботці)
• ДНЗ «Сонечко» (Богданівка)
• ДНЗ «Мальвіна» (Володимирівка) 
Заклади позашкільної освіти (3):
• Суботцівський центр дитячої та юнацької творчості;
• Богданівська дитяча музична школа;
• Суботцівська дитяча музична школа; 
Заклад фізичної культури (1):
• Суботцівська дитяча юнацька спортивна школа 
Заклади культури (14):
• Трепівський СБК
• Трепівська бібліотечна філія
• Суботцівський СБК
• Суботцівська бібліотечна філія
• Казарнянський СБК
• Казарнянська бібліотечна філія
• Володимирівський СБК
• Володимирівська бібліотечна філія
• Топилянський СБК
• Копанівська бібліотечна філія
• Глибокобалківський СБК
• Саблінський СБК
• Новороманівський СБК
• Новороманівська бібліотечна філія 
Охорона здоров'я та безпека
Медицина: діє 5 закладів, що надають первинну медичну допомогу (амбулаторії). Кількість підписаних декларацій зі сімейними лікарями в тергромаді (за даними НСЗУ станом на 22.08.2021) становить 8571 особи.
У с. Мошорине функціонує відділення стаціонарного догляду для постійного проживання одиноких непрацездатних громадян.
За дотримання законопорядку відповідають 3 3 дільничих офіцерів поліції.
Спорт
Спортивна сфера представлена ФК «Хлібодар» (Суботці), ФК «Промінь» (Богданівка), велоклубом «Рос Агро» (Мошорине), спортивними залами.
Просторовий розподіл
У просторовому розміщенні різні заклади розміщуються у найбільших селах громади, а у половині - вони взагалі відсутні. Так, найбільша концентрація є у с Богданівка та с. Суботці, значною мірою також у Трепівці, Володимирівці, Мошорине та Казарні.
Перші два населені пункти є найбільшими у громаді -разом у них проживає майже половина громади, на додачу, Суботці є центром громади. Наслідком цього є широка представленість різних соціальних послуг (по 9 закладів) у даних селах, зокрема ліцеї, дитячі садки, заклади культури, футбольні клуби, а також заклади позашкільної освіти та ДЮСШ, які знаходяться саме в них.  
У другій групі поселень (Трепівка, Володимирівка, Мошорине, Казарня), які є значно меншими, ніж попередні, виділяються лише заклади середньої, дошкільної освіти та культури. Тут, слід відмітити Мошорине, де знаходиться велосипедний клуб та відділення стаціонарного догляду для постійного проживання одиноких непрацездатних громадян, єдині у громаді.
Інші села (Глибока Балка, Новороманівка, Топило, Копані та Саблине) обмежуються лише 1-3 закладами, здебільшого це бібліотечні філії, будинки культури чи філії освітніх закладів. Це можна пояснити розмірами та кількістю осіб, що проживає у них. Найбільше село серед них є Саблине, де мешкає майже 700 ос., а в інших відповідно менше (до 200 ос.). Мешканці Саблине користуються послугами у с. Володимирівці, що знаходиться поруч, тому не мають великого переліку послуг.
Окрім цього, відбуваються хресні ходи до цілющого джерела в селі Доніно-Кам’янка.
Торгівля та сфера послуг
На території Суботцівської сільської ради функціонує мережа закладів торгівлі в кількості - 52 магазини, готель «Орлине гніздо», заклади громадського харчування – 5, автозаправочні станції – 1. У Богданівці, Трепівці, Суботцях діє роздрібна мережа магазинів «Файно Маркет», «Оптовичок», декілька кафе.